# John Scalise
John Scalise (* 1900 in Castelvetrano auf Sizilien; † 7. Mai 1929) war ein US-amerikanischer Auftragsmörder. Er war Angehöriger des organisierten amerikanischen Verbrechersyndikates Chicago Outfit. Er und sein Partner Albert Anselmi waren sehr erfolgreiche Auftragsmörder in der Chicagoer Prohibitionszeit.

## Die frühen Jahre
Scalise wurde im Jahre 1900 in Castelvetrano auf Sizilien geboren und schon in jungen Jahren in das Bandengeschäft hineingezogen. Mit ungefähr zwanzig Jahren verlor er bei einem Angriff sein rechtes Auge, das durch ein Glasauge ersetzt wurde. Kurze Zeit nach diesem Vorfall reiste Scalise illegal nach Amerika. Sein neues Zuhause fand er in Chicagos Little Italy, bekannt als „The Patch“. Scalise war ein Cousin von Francesco Scalice, der Oberhaupt der Gambino-Familie in New York City wurde.

## Prohibitionskriege
Als er für die Genna-Brüder arbeitete, traf er Albert Anselmi, der später sein Freund und Mentor wurde. Obwohl er jünger als Anselmi war, galt er als gefährlicher und intelligenter als dieser. Bald darauf wurde er die führende Kraft in dieser Partnerschaft. Beide sind bis zum heutigen Tage die Hauptverdächtigen im Mord von Dean O’Banion, dem Chef der Chicagoer North Side Gang.
Kurze Zeit nach dem Mord an O’Banion gerieten Scalise und Anselmi von den Genna-Brüdern unter das Kommando von Al Capone dem Oberhaupt des „Chicago Outfit“.
Während der Kämpfe mit den North Siders spielten Scalise und Anselmi eine gewichtige Rolle; so überfielen sie am 13. Juni 1925 zusammen mit Mike Genna die „Northsiders“ George Moran und Vincent Drucci auf offener Straße aus dem Hinterhalt. Dabei schossen sie mit Schrotflinten auf das Auto von Moran und Drucci und verletzten letzteren dabei.
Ungefähr eine Stunde später rasten Scalise, Genna und Anselmi südwärts auf der Western Avenue in Chicago. Sie wurden von einer Polizeitruppe verfolgt und an der Ecke Western Street und 60th Street überholt. Nachdem die Fahrzeuge zum Stillstand gekommen waren, eröffneten die Kriminellen das Feuer. Während der Schießerei wurden die Chicagoer Polizisten Charles Walsh und Harold Olsen getötet. Michael Conway wurde schwerst verwundet. Der vierte Polizist, William Sweeney, verfolgte die Fliehenden in Richtung eines Häuserblocks. Genna wurde bei diesem Fluchtversuch erschossen. Scalise und Anselmi wurden von der Polizei gestellt und festgenommen, ihnen wurde der Prozess gemacht.
Der Staatsanwalt Bob Crowe schwor, er würde beide Männer für ihre Tat hängen lassen. Während eines seltsamen Prozesses versuchten die Anwälte von Scalise und Anselmi die Geschworenen davon zu überzeugen, dass sie sich nur gegen einen unbefugten polizeilichen Übergriff verteidigt hätten. Anselmi und Scalise wurden des Totschlags an Charles Walsh schuldig gesprochen und bekamen dafür eine Haftstrafe von 14 Jahren.
Zwischenzeitlich entsandten sie Verbündete in den „Patch“, um Geld für die Verteidigung vor Gericht zu sammeln. Die wohlhabenden Italiener, die bereits bei einem Prozess gespendet hatten, waren diesmal nicht so großzügig. Wohlhabende Männer wie Henry Spignola, Agostino und Antonio Morici wurden in der nachfolgenden Zeit ermordet. Einer der Hauptverbündeten, Orazio Tropea, behielt das meiste gesammelte Geld für sich. Er wurde am 15. Februar 1926 auf der Halstead Street erschossen. Weitere Todesfälle folgten, bevor Scalise und Anselmi vom Mord an Harold Olsen freigesprochen wurden.
Der Krieg zwischen Al Capone und Hymie Weiss, dem Nachfolger O’Banions erreichte den Höhepunkt im Herbst von 1926. Während einer Friedenskonferenz bot Weiss Capone Frieden an, wenn die Mörder seines Freundes (also Scalise und Anselmi) getötet werden würden. Capone lehnte ab, Weiss wurde innerhalb der nächsten beiden Wochen ermordet.
Im Dezember 1926 wurde das Verfahren von Scalise und Anselmi wegen Totschlags an Charles Walsh wieder aufgenommen. Im Januar 1927 kamen beide aus dem Gefängnis frei. Im Juni 1927 wurden beide am Totschlag von Charles Walsh freigesprochen. Al Capone gab zu Ehren der Freilassung eine große Feier.
Aufgrund der Tatsache, dass Scalise und Anselmi freigesprochen wurden und sie sizilianischer Abstammung waren, wurden beide häufig verdächtigt, wenn einer der Feinde Al Capones tot aufgefunden wurde.

## St. Valentines Massaker
Nach dem Mord an Pasqualino Lolordo, Präsident der „Unione Siciliana“, wurde John Scalise zum Vizepräsidenten unter Joseph Giunta gewählt. Kurz nach dem St. Valentins Massaker prahlte John Scalise: „I’m the most powerful man in Chicago.“ Die meisten Beobachter sahen dies als Schuldgeständnis in Bezug auf das Blutbad an, tatsächlich war aber vermutlich die Position des Vizepräsidenten gemeint; neue Studien zeigen, dass Scalise und Anselmi nicht die Schützen gewesen sein konnten.

## Die letzten Tage
Auf Grund ihres einschlägigen Rufs wurden auch John Scalise und Albert Anselmi bezüglich des Blutbads befragt. Aber nur Scalise wurde zusammen mit Jack McGurn angeklagt. Kurz nach der Anklage in den frühen Morgenstunden des 8. Mai 1929 wurden Scalise, Anselmi und Joseph Giunta tot auf einer Straße nahe Hammond (Indiana) aufgefunden. Alle drei waren brutal zusammengeschlagen und dann erschossen worden. Eine von Scalises zahlreichen Wunden war ein Schuss in sein Glasauge, dessen Glassplitter in seinem Gesicht verteilt waren. Der Untersuchungsrichter gab bekannt, er hätte noch nie vorher derartig entstellte Körper gesehen.
Innerhalb einiger Tage gaben Berichterstatter an, dass die drei Männer zu einem Bankett mit deren sizilianischen Freunden ins Hotel Hawthorne (Hawthorne Inn) von Cicero gelockt worden waren. Beim Versuch der drei, einen inszenierten Streit zu schlichten, wurden sie getötet. Jahre später tauchte eine viel populärere Geschichte auf, die besagt, dass Al Capone entdeckt hatte, dass Scalise und Anselmi sich entschlossen hatten, ihn zu betrügen. Am Höhepunkt eines Abendessens, welches zu ihren Ehren gegeben wurde, schlug Al Capone die drei in brutaler Weise mit einem Baseball-Schläger zusammen. Zwei oder drei bewaffnete Männer erledigten den Rest. Obwohl niemand genau wusste, wie Scalise und Anselmi starben, trauerte ihnen niemand nach. Der Leichnam Scalises wurde nach Castelvetrano auf Sizilien überführt und dort bestattet.

## Film und Fernsehen
- 2017: Darstellung im Film Gangster Land (In the Absence of Good Men) durch Drake Andrew.